# Liédson
Liédson da Silva Muniz (Cairu (Bahia), 17 december 1977) - voetbalnaam Liédson - is een voormalig en in Brazilië geboren Portugees betaald voetballer die bij voorkeur in de aanval speelt. Hij verruilde in januari 2013 SC Corinthians tijdelijk voor FC Porto. In september 2009 debuteerde hij in het Portugees voetbalelftal, waarmee hij een jaar later afreisde naar het WK 2010. Daarop scoorde hij de 6-0 in de met 7-0 gewonnen groepswedstrijd tegen Noord-Korea.

## Cluboverzicht
| Seizoen  | Club           | Competitie                    | Wedstrijden | Doelpunten |
| -------- | -------------- | ----------------------------- | ----------- | ---------- |
| 2001     | Coritiba FC    | Campeonato Brasileiro Série A | 9           | 5          |
| 2002     | Coritiba FC    | Campeonato Brasileiro Série A | 0           | 0          |
| 2002     | CR Flamengo    | Campeonato Brasileiro Série A | 24          | 14         |
| 2003     | SC Corinthians | Campeonato Brasileiro Série A | 18          | 10         |
| 2003-'04 | Sporting CP    | SuperLiga                     | 30          | 15         |
| 2004-'05 | Sporting CP    | SuperLiga                     | 31          | 25         |
| 2005-'06 | Sporting CP    | SuperLiga                     | 31          | 15         |
| 2006-'07 | Sporting CP    | SuperLiga                     | 28          | 15         |
| 2007-'08 | Sporting CP    | SuperLiga                     | 26          | 11         |
| 2008-'09 | Sporting CP    | SuperLiga                     | 26          | 17         |
| 2009-'10 | Sporting CP    | SuperLiga                     | 28          | 12         |
| 2010-'11 | Sporting CP    | SuperLiga                     | 14          | 5          |
| 2011*    | SC Corinthians | Campeonato Brasileiro Série A | 0           | 0          |

*=Bijgewerkt tot 17 april 2011
1 Eduardo Carvalho ·
2 Alves ·
3 Ferreira ·
4 Rolando ·
5 Duda ·
6 Ricardo Carvalho ·
7 Ronaldo  ·
8 Pedro Mendes ·
9 Liédson ·
10 Danny ·
11 Simão ·
12 Beto ·
13 Miguel ·
14 Veloso ·
15 Pepe ·
16 Meireles ·
17 Amorim ·
18 Almeida ·
19 Tiago Mendes ·
20 Deco ·
21 Ricardo Costa ·
22 Fernandes ·
23 Coentrão ·
Coach: Queiroz